# H'Art Museum
H'Art Museum, бывший Эрмита́ж на А́мстеле (нидерл. Hermitage aan de Amstel) — музей и выставка на реке Амстел в Амстердаме. Музей являлся филиалом Эрмитажа в Санкт-Петербурге. Существовал с февраля 2004 года в виде небольшого музея в пристройке, выходящей на канал Ниуве-Херенграхт, но в результате проведённой с марта 2007 года по июнь 2009 года реконструкции всего здания под нужды музея, занял все здание Амстелхофа. Музей был полностью реконструирован и официально открыт 19 июня 2009 года королевой Беатрикс и президентом России Дмитрием Медведевым. С 20 июня 2009 г. музей открыт для общественности.

## История
Для поддержки в финансировании огромной коллекции Эрмитажа в Санкт-Петербурге были открыты несколько подразделений в других странах. После Лондона («Эрмитажные комнаты» в Сомерсет-Хаусе, открытые в 2000 году и закрытые в 2007 году) и Лас-Вегаса (Музей Гуггенхайма, открыт в 2001 году и закрыт в 2008 году) выбор пал на Амстердам, что вполне логично, так как основатель Санкт-Петербурга, царь Пётр, бывал в Амстердаме и вообще любил Нидерланды, а в XIX веке будущий нидерландский король Виллем II женился на дочери Павла I Анне.
Эрмитаж Амстердам сегодня — это 4000 квадратных метров выставочной площади, но без своей собственной коллекции — композицию должны составлять только экспонаты из запасников Санкт-Петербургского Эрмитажа. В музее организуются временные выставки, продолжительностью от четырех месяцев до двух лет, Инициатор проекта и директор Эрмитажа в Амстердаме — Эрнст Вен (нидерл. Ernst W. Veen).
Из стоимости входного билета один евро поступает обратно в петербургский Эрмитаж. Входной билет на выставки, проходившие после открытия музея, стоил по 15 евро.

## Переименование
Музей прекратил сотрудничество с Государственным Эрмитажем после российского вторжения в Украину и объявил о переименовании и сотрудничестве с новыми партнерами — Смитсоновским музеем американского искусства в Вашингтоне, Центром Помпиду в Париже и Британским музеем.
С 1 сентября 2023 г. бывший филиал Эрмитажа называется H'Art Museum.

## Амстелхоф
Музей расположен в здании «Амстелхоф», расположенном на реке Амстел между каналами Ниуве-Херенграхт и Ниуве-Кейзерсграхт. Это добротно спроектированное в классическом стиле здание было построено в 1681 году для дома престарелых. Здание представляет собой квадрат, с обширным внутренним двором. Не исключено, что и царь Пётр видел или даже бывал в нём, когда в нём уже жили постояльцы. Однако к 1999 году здание было признано не соответствующим современным стандартам дома престарелых и заведение было перенесено в другое место. Последние жители дома престарелых в марте 2007 отправились на новое место своего обитания и между мартом 2007 и июнем 2009 гг. здание было перестроено в музей по проекту архитектора Ханса ван Хесвейка. Некоторые помещения — такие, как церковь, комнаты старшин и кухня — были сохранены (отреставрированными), а фасады восстановлены.
Маленькие тёмные жилые комнаты и узкие коридоры сменились просторными выставочными залами с естественным освещением. Всё это дополняется инфраструктурой современного музея: учебным центром, аудиториями, двумя музейными магазинами и рестораном «Нева» с террасой. Значительная часть здания отведена детским кружкам. Всё это стоило более 40 млн. евро. Эта реконструкция, в отличие от многих других крупных проектов Амстердама, была произведена в рамках бюджета и закончена в запланированные сроки.

## Выставки
До января 2009 эрмитаж на Амстеле располагался в пристройке XIX в. Нерландия здания Амстелхоф на Ниуве-Херенграхт. В шести залах проводились небольшие выставки с февраля 2004 года, каждый раз по пять месяцев, с экспонатами из коллекции Государственного Эрмитажа. Были выставки Греческое золото, Николай и Александра (Семья последнего русского царя), Венецианская живопись XVIII века, Сокровища пилигримов: Византия — Иерусалим, Коллекция серебра с Дальнего Востока, Персидское искусство и культура, Арт Нуво в коллекции русских царей, Коллекционеры Санкт-Петербурга и до 18 января 2009 Выставка Каспар Давид Фридрих и немецкий романтический пейзаж.

### Проведённые выставки
Первая выставка полноценного музея называлась Русский Императорский Двор. Она показывала широкий диапазон артефактов, которыми окружали себя бывшие русские правители, такие как портреты, парадные и повседневные платья и мундиры, предметы прикладного искусства и ювелирные украшения. В экспозиции также были представлены исторические документы, такие, как фотографии внутренних помещений Зимнего дворца после захвата большевиками в октябре 1917 года, коронации царя Николая II, бумаги Министерства Двора и другие.
Последующие выставки начались с 2010 года. Вторая выставка, проходившая с марта по сентябрь 2010 года, называлась От Матисса к Малевичу. Пионеры современного искусства из коллекции Эрмитажа и представляла собой выборку 75 полотен данного направления живописи из собрания Государственного Эрмитажа. Затем последовали:
- Александр Великий с сентября 2010 до марта 2011 года.
- Искусство православной церкви с марта по сентябрь 2011 года.
- Рубенс с сентября 2011 до марта 2012 года.
- Сибирь с марта по сентябрь 2012 года.
- Истоки современного искусства с сентября 2012 до марта 2013 года.
- Петр Великий с марта по сентябрь 2013 года.
- Искусство востока с сентября 2013 до марта 2014 года.
- Россия до Петра Великого с марта по сентябрь 2014 года.
- Эрмитажу 250 лет! с сентября 2014 до марта 2015 года.
- Царь Александр I и Наполеон с марта по сентябрь 2015 года.

## Музей Эрмитаж в современном Амстердаме
Музейный Амстердам значительно ослабил свои позиции в начале XXI века. Учитывая в долгосрочной перспективе закрытие на реконструкцию Городского музея и морского музея, ограниченные выставки Рейксмузея, застывшую стройку Север-Юг, город смотрится все менее и менее привлекательным в глазах туристов. 2009 году, в результате кризиса, число посетивших Амстердам туристов снизилось на 15 %. В это же время, такие большие города как Берлин или Барселона выглядели более предпочтительными для туристов и подорвали позиции Амстердама. Эрмитаж на Амстеле должен стать первым признаком обратной волны. Предполагается, что ежегодно музей будут посещать 300 000 человек. А кратковременные тематические выставки делают возможным посещение музея одним и тем же человеком повторно, в течение короткого времени.
Как отметил в предисловии к каталогу второй выставки директор Государственного Эрмитажа Михаил Пиотровский: «Находясь в самом сердце Европы рядом с другими великими музеями и культурными центрами, Эрмитаж на Амстеле сумел занять своё место в культурной и музейной жизни Европы. Очереди в музей свидетельствуют об успехе, сопутствующем до сих пор нашему начинанию.»

## Галерея
- Амстелхоф после реконструкции.
- Большой музейный зал со стороны Ниуве-Херенграхт
- Крыло Императорского зала
- Восстановленная кухня дома престарелых. 
Foto: bmz.amsterdam.nl.
- Царский трон (один из экспонатов первой выставки  Российский Императорский двор)
- Рояль последней царицы (выставка Российский Императорский двор)
- Портреты русских придворных на стене Бального зала (выставка Российский Императорский двор)